# Ваздушни напад на Плзењ 25. априла 1945.
Ваздушни напад на Плзењ 25. априла 1945. године била је операција америчког ваздухопловства (УСААФ) у пролеће 1945. године, на крају Другог светског рата. Током свакодневних активности бомбардера УСААФ-а једна од њих била је напад западночешки град Плзењ, у коме је мета била фабрика Шкода и војни аеродром у Борију, али и у окрузима Скврнани и Карлов који су такође претрпели штету. Операција се догодила тачно три године након операције Цанонбури, првог великог ваздушног напада на Плзењ. Током рата, Плзењ је бомбардован десет пута, а највише је то било због фабрика оружја Шкода. Бомбардери обично нису погађали Шкоду, сем током током последњег бомбардовања 25. априла 1945. године, исти дан када се америчка пешадија борили за Хеб.
Због великих разарања и погибија сгтановништва, која су се догодила на само две недеље пред крај рата, о оправданости напада се и данас доста расправља.

## Позадина ваздушног напада
Од почетка 1945. године било је свим зараћеним странама у Другом светском рату јасно да се на основу развој догађаја на бојним пољима није очекивао већи маневар војних трупа. Немачка је губила једну битку за другом. Са друге стране фронта надмоћ савезника у ваздуху је напрестано наставио да јача.
Немачка противавионска одбрана била је у расулу, борбене ваздухопловне јединице бориле су се и са напријатељем али и са бројним проблемима. А ти проблеми су били: недостатак авиона, искусних пилоти, земаљског особља на крају, али не најмање важно, Немцима је све више недостајало горива, због непрестаног уништавања рафинерија и складишта од стране савезнички бомбардера и локалних патриотских снага.
Ограничени број немачких ловаца који би немачки команданти слали у ваздушне борбе смањио је број оборених америчких или британских бомбардера. Последња преостала претња савезницима остала је противавионска артиљерија, иако је већ и она била знатно ослабљена и са недовољним залихама муниције.
Производња оружја Немци су обављали са непрекидним и великим потешкоћама, а мотори и други произведени делови за авионе често су каснили до аеродрома, јер се уопште нису превозили железницом, имајући у виду да су вагони углавном били уништени од стране савезника пре него што је воз и кренуо, јер су се савезнички ваздушни напади започети 1945. године, фокусирали углавном на возове и ранжирне железничке станице.
Плзењска Шкода била је примарна мета британског ваздухопловства, а затим америчког ваздухопловства, још одпочетка Другог свестког рата. Британци су покушавали да је бомбардују од 1940. године (на захтев чехословачке владе у егзилу у Лондону). Али у тадашњем стању ваздухопловства и навигације никада нису успели да је погоде. Најближи успеху били су Британци 1943. године, када су послали авионе са радаре којима је опремљена огромна бомбардерска група. Међутим, навигатори су поново погрешили и скоро ниједна бомба није погодила Шкоду. Уместо тога, Добрани, који је тада лежао на отцепљеној територији Судета, био је брутално бомбардован.
Шестог фебруара 1945. године савезници су се договорили о такозваној „Линији без бомбардирања “. Тако је овом линијом Средња Европа била раздвојена дуж границе која је водила од градова Шчећин, Берлин, Дрезден, Брно, Беч и Загреб на западно оперативно подручје у коме су дејствовали амерички и британски бомбардере и источно подручје одређено за дејства совјетске летелице.
За Плзењ и читаву југозападну Чешку у пролеће 1945. годину то је значило да треба извести што већи број напада америчких ваздухопловних снага на стратешке и тактичке циљеве, посебно на железничке станице, фабрику Шкода и транспортна чворишта.
До априла 1945. године било је јасно да Немачка у догледно време неће капитулирати  јер су се немачке трупе радије повлачиле или чак добровољно предавале.  Противавионска артиљерија остала је последња преостала претња савезницима, иако је већ била знатно ослабљена. Околина преосталих релевантних циљева била је у стању да се интензивно одбрани масивним и релативно прецизним гађањем циљева у ваздуху.  
У таквим условима команданти савезничких ваздухопловних снага морали су да одмере који су ризици од стратешког значаја.  После даноноћних бомбардовања већине немачких градова је у рушевинама, а савезничко ваздухопловство се усредсређује на уништавање транспортних система, железничких станица и ваздушних база на територијама које је Немачка још увек окупирала и у областима у којима је још активна. 
У стратешким циљевима, који су били намењени бомбардовању 1945. године, велики изузетак била је Шкода са седиштем у Плзењу.  Операције које су следиле укључујући и ону од 17. априла  1945. године биле су ограничене на уништавање железничких станица и ваздушних база на територијама које је Немачка још увек окупирала и на местима активне борбе немачке војске.  Плзењска фабрика Шкода, као део инжењерске групе  Reichswerke Hermann Göring од почетка окупације,  била је веома важна за нацистичку Немачку, као једна од највећих фабрика оружја у Европи. Шкода је била мета ваздушних удара савезника од почетка рата,  јер је, према савезничким идејама, њено уништавање требало да умањи способност Немачке да настави рат. Била је то једна од најчешћих мета савезничких ваздушних напада на Протекторат.  
На дан ваздушног напада америчка пешадија се борила на територији Чехословачке, на пример, америчка 97. пешадијска дивизија борила се за Хеб, а на источном фронту је јединице 2. украјински фронт ослободиле су нека предграђа Брна.

## Претходни напади
Већина претходних ваздушних удара првенствено је имала за циљ рушење и уништење Шкодиних погона, јер су они били у саставу једне од највећих фабрика оружја у Европи.   Значај војних фабрика у Плзењу повећао се током рата јер су друге фабрике оштећене или уништене бомбардовањем. 
У априлу 1945. године, Шкода је била последња фабрика оружја коју је још увек држао Трећи рајх, и која је и даље производила све врсте муниције, оружја, тенкова и оклопних возила, попут тенкова Хецер .  План производње од априла до јуна, на пример, обухватио је 200 противавионских топова од 88 милиметара.  Пре ваздушних напада, компанија је имала 45.000 запослених и чинила је око трећину производних капацитета у сегменту индустрије наоружања нацистичке Немачке. Уосталом, чак је и у Налогу бр. 696 за 8. ваздухопловство наведено да су Шкодини погони једина функционална оружара под контролом Немачке, која своје производе испоручује директно јединицама на фронту. 
Већ током октобарског ваздушног напада 1944. године, бомбе су у малој мери бачене и на ранжирни железничку станицу, а током другог ваздушног напада у децембру неки авиони су напали главну железничку станицу, иако су бомбе углавном падале на околно подручје, укључујући Градску пивару и центар града. 
И у ваздушном нападу на Плзењ од 14. фебруара 1945. године последице су биле мале у поређењу са претходним ваздушним нападима. Погинуло је 6 људи, а једна особа је повређена. Овим бројкама треба додати још седамдесет жртава углавном укључују грађане страдале у околним општинама, јер све бомбе нису отишле тамо где је планирано да падну. 
Уништене су само две зграде, две су тешко оштећене, а 36 зграда је претрпело мању штету. На ранжирној станици погођено је складиште дрвета, које је већ било оштећено током октобарског бомбардовања 1944. године. Шкодина постројења, уобичајена мета за бомбардовања Плзења, овога пута није погођена.

## Ваздушни напад
У априлу 1945. године Прва америчка армија затражила је ваздушни удар на Шкодине погоне у Плзењу,  правдајући захтев даљим нацистичким поседовањем Шкоде као њихове последње велике фабрика оружја.  Штаб 8. ваздухопловства САД захтевао је од својих пилота да бомбардују циљеве само на основу визуелног контакта, односно без употребе ваздухопловних радара. Овај захтев за пилоте подразумевао је да морају и по више пута да се враћају изнад циља, што је повећавало шансе да Немачка противваздухопловна одбрана има већу шансу за успешно обарање ваздухоплова.
На захтев, 8. ваздухопловство USAAF одобрена је мисија под називом 968, што је била последња борбена мисија тешких бомбардера америчке војске војске над овим делом Европе.  Њен главни задатак био је напад на Шкодине погоне, аеродроме и железничке циљеве у бившој Чехословачкој и југоисточној Немачкој, уз помоћ 589 бомбардера и 486 ловаца у пратњи мисије.
У Немачкој је 282 бомбардера Б-24 Либератор из 2. бомбардерске дивизије, заштићених са више од две стотине ловаца П-51 Мустанг, требало да нападне ранжирне станице у Салцбургу, Бад Рајхенхелу и Халајну, и електричне трафостанице у Траунштајну .  Док је 307 тешких бомбардера Летећих тврђаве Б-17 из 1. бомбардерске дивизије кренуло у зору из Велике Британије према Плзењу пратњи 206 ловаца П-51 Мустанг. Од овог броја 78 бомбардера је било усмерено на војни аеродром, јер су претходних дана на аеродрому извиђачи из ваздуха пронашли до стотину немачких летелица, укључујући млазне ловце Ме 262,  који нису могли да полете због недостатка бензина. Једина препрека нападу могла би бити функционална ПВО.

### Упозорење ББЦ
У среду, 25. априла 1945. године, у емисији на чешком језику коју је емитовала радио станице BBC у Лондону више пута се чуло упозорење на чешком и немачком језику:
Шкодин завид могао би бити мета савезничких бомбардера на путу преко непријатељске територије. Радници, напустите фабрику и останите напољу до поподнева “.
Упозорење је објављено два сата пре бомбардовања и било је без преседана, јер није познат сличан случај.  Савезници су тиме угрозили живот и здравље сопствених пилота како би спасили чешко становништво, које су сматрали савезничким. Вест о предстојећем ваздушном нападу брзо се ширила градом, становници Плзења и запослени у Шкодиним погонима имали су времена да се сакрију у склоништа. Посаде летелице, које су биле шокиране упозорењем и биле забринуте могућом ситуацијом над Плзењом такође су могле да чују упозорења на својим радио станицама. 
Противавионска одбрана Плзења одговорила је на упозорење BBC-ја адекватном припремом и преласком у ванредно стање.  „Сви ваздушни топови око Плзена су били постављени. Ови топови су били међу најбољима, а било их је осамдесет и осам “, према сећању Павела Хаузнера.

### Метеоролошки услови у време ваздушног напада
Као претходница бомбардерских ескрадила, шест ловаца кренуло је изнад Плзења да би сазнало метеоролошку ситуацију, према којој би командант дела бомбардера, потпуковник Вилиам Х. Нелсон, могао одлучити да ли ће напасти Плзењ или бомбардовати заменске мета, Минхенску ранжирну станицу .  Извиђачи изнад Ппзења јавили су да је небо без облака са одличном видљивошћу.
Међутим у тренутку самог напада ситуација је била другачија. Над Плзењом су се надвили облаци и смањена видљивост.  Сведок Франтишек Трчка се саћа да је лепо, сунчано време владало пре бомбардовања. Још увек није јасно да ли су извиђачи погрешили у самом извештају или је приликом навигације до Плзења или је дошло до брзе промене времена, што је уобичајено у месецу априлу.

### Бомбардовање
Сирене су се огласиле у граду тачно у 10:11. Људи нису оклевали и кренули су према најближем склоништу. У напад је кренуло 276 летелица у пратњи 188 ловаца који су прелетели Плзењ,  на надморској висини од приближно 6-7 хиљада метара, усмеривши се ка циљу визуелно и уз подршку Х2Х радара.  Прве бомбе почеле су да падају у 10.26 и погодиле су Лохотин и Карловарска треду.  Запаљене зграде, укључујући фарму Лохотин и Селцов-ове малтене, постале су оријентир за даље бомбардовање.
Американце је дочекала интензивно и релативно прецизно испаљивање неколико десетина граната из противавионских топова од 88 милиметара распоређених око Плзења, јер су били у приправности након након пресретања BBС-јеве радио емисије.
Како су посаде морале да се усредсреде на мету искључиво визуелно, због облака и растућег дима из запаљених предмета на подручју Шкоде, морале су више пута да лете на њу, што је повећавало ризик од погађања летелице, а истовремено је довело и до већа нетачност бацања бомби, и повећао број успешност противваздушних одбране Плзења. Лоша видљивост такође је смањила тачност падова ваздушних бомби.  Шкода је напало пет ваздухопловних формација и крилни ловачки бомбардер (крила за борбено бомбардовање ЦБВ ) из 40А и 40Б бомбардерске групе 303, 379 и 384 ескадриле.
Крај бомбардовања догодио се приближно у 11.39 часова у року од 50 минута, 198 авиона бацило је 526 тона експлозивних и запаљивих бомби на Шкоду.

## Последице
Током ваздушног напада, 67 људи је погинуло, а 66 је рањено. Број умрлих варира од извора до извора, с тим да је један пријавио 76 смртних случајева, други више од 80 смртних случајева. Шест људи је погинуло у фабрици, 61 у граду. Овоме се мора додати и двадесет погинулих чланова оператора једне противавионске батерије у Роудни.
Експлозије и пожари који су уследили претворили су Шкоду углавном у рушевине. Цена за накнадне поправке је касније израчуната на дванаест милијарди послератних круна. Упркос великим напорима ватрогасаца, операција је потпуно заустављена, а Шкода је горела десет дана и страдала око 70%. Иако су Немци, који су били свесни важности Шкоде, покушали да је обнове, барем у ограниченој мери, то им до краја рата није успело.
Током бомбардовања такође су срушене куће у низу у радничкој колонији Карлов у непосредној близини Шкоде. 
| Област                                   | Протекторат Чешке и Моравске    |
| Место                                    | Плзењ                           |
| Тип догађаја                             | бомбардовање                    |
| Датум                                    | 14. април 1945.                 |
| Време бомбардовања                       | 11.39 до 12:29                  |
| Број погинулих радника у фабриици Шкода  | 6                               |
| Број страдалих грађана у граду и околни  | 61                              |
| Број повређених грађана у граду и околни | 66                              |
| Број страдалих Немаца у ПВО систему      | 20 (једна ПВО батерије)         |
| Број страдалих кућа                      | 339 (срушено), 2.700 (оштећено) |

Осим Шкоде, у Плзењу и околини  339 кућа, а више од 2.700 оштећено, показују званичне статистике. Након рата поднето је 6.109 захтева за надокнаду штете.
Број жртава био је прилично низак имајући у виду размере бомбардовања, добрим делом и због упозорења ББЦ-а. Док је на бомбардовања стамбених подручја утицала противваздушна одбрана која је пуцањем растерала формацију летелице и тако допринела нетачним падовима бомби изван циља. 
Иако су се ваздушне операције у Бохемији наставиле до самог краја Другог светског рата, бомбардовање Шкоде и војног аеродрома у Борима последњих дана априла био је последњи главни задатак британских и америчких бомбардера у Плзењу.
Имајући у виду да је задатак пилота изнад Плзења био да бомбардују само оно што виде, директно и тачно, губитак људских живота у граду током тако великог ваздушног напада није био тако велики. Можемо само да замислимо шта би било са Плзењом, да се бомбардовало без ове наредбе, када је изнад град било 300 бомбардера и да је сваки авион носио десет тешких бомби.

## Питања која траже одговор
Успешна и масовна бомбардовања на погоне Шкода, која се догодила 13 дана пре краја рата и 11 дана пре ослобођења Плзења, поред низа оштећених цивилних објеката и десетина жртава, предмет је истраживања мотива за бомбардовање. Заједно са ваздушним нападом на Праг 14. фебруара 1945. године, то је једна од најконтроверзнијих савезничких акција у Чешкој на крају Другог свестског рата.

### Комунистички наратив
Уништавање Плзења и Шкоде постало је главна тема након фебруара 1948. године, када је требало занемари улогу америчких трупа које су ослобађале Западну Чешку. Историчар Јиндрих Марек приступ комуниста не види као разлику од оне нацистичке пропаганде, јер док су Немци тежила да побуди емоције код људи увучених у сурови вихор рата, дотле су комунисти рационално измислили разне интересе моћи и тражили наводну мотивацију за промене у политици.
Мото чланака објављених у комунистичкој штампи била је неоснованост бомбардовања, уништавање индустријских предузећа како би се спречила њихова употреба у послератној Чехословачкој и циљано бомбардовање цивилних делова градова. Комунистичка пропаганда ослањала се пре свега на бомбардовања у последњих 14 дана рата, истичући предстојећи крај рата и неизбежност коначног пораза нацистичке Немачке, закључујући о бескорисности ваздушних операција и његов нулти стратешки значај. Подсећајући и на малу удаљеност (мање од 100 км) америчких копнених трупа од Плзења. У априлу 1945. године процена значај оружја које је произвела и испоручила Шкода с обзиром на могућност угрожавања или преокретања краја сукоба, довео је у питање значај производње. Коришћен је у пропаганди и мали број страдалих у фабрици као доказ краја производње. Пропаганда је нудила и друге циљеве којима су савезници наводно тежили у бомбардовању Шкоде: на пример, да спрече неприхватљив сценарио да Шкода постане ратни плен Совјетског Савеза након што је ослобођена Чехословачка завршила у сфери Стаљиновог утицаја. Друга мотивација била је економска, када је уништавање Шкодиних погона требало да помогне њиховим западним конкурентима, или је био да ослаби економију Чехословачке као очекивану совјетског сателита, или је био одговор на очекивану национализацију индустрије.  Циљ је такође био зависност државе од америчке помоћи и политичког диктата. Још увек нису пронађени докази за наводне мотивације и циљеве, јер не постоји ниједан документ из тог времена који би јасно навео будућу припадност Чехословачке у сфери Совјетски Савез.
Пример такве пропаганде су нпр. Американци који су боравили у западној Чешкој 1945. године, историчари  Karla Bartoška и Karla Pichlíka, који су 1953. године објавили књигу. Књига је представљена као америчка војна окупација, у цртаним филмовима, па уместо да се нађу америчке заставе, нашле су се заставе са кукастим крстом и звездом или војници који штите нацистичке злочинце. Војници су приказани као ниткови, потрошачи порнографије или подмукле убице цивила. У текстовима посвећеним априлским бомбардовањима, припадност нападачких јединица војскама је помешан, а број бомбардера преувеличан, док постоје изрази као нпр. варварско бомбардовање, америчка окупација, амерички империјалисти, наређења за уништавање и атентат, злочиначко бомбардовање америчких ваздухопловних снага, осветничко терористичко бомбардовање и похлепне мете са Вол стрита.
Још увек преживела комунистичка интерпретација бомбардовања резултат је 40 година тоталитаризма, када је на свим нивоима школа понуђена само једнострана интерпретација историје, без могућности слободног схватања историје.

## Избор Шкоде као главног циља бомбардовања
Неки извора о околности бомбардовања западних аутора објашњава да је избор Шкоде као мета бомбардовања био страх од утицаја и деловања Совјетског Савеза, чији став је према наводима пролећа 1945. године сугерисао да да они желе да остваре политичку доминацију над што већим делом источне Европе и Немачке.  Сигнали за такву процену била су нагађања или недостатак сарадње у преговорима о будућем управљању ослобођеним земљама.  
У таквим условима савезници су наводно претпостављали да ће употребљива индустријска опрема Немачке бити важна за обнављање совјетске војне индустрије ако би се из фабрика у Совјетски Савез, однела сва исправна механизација и војна опрема.
Забринутост због употребе чешких машина за јачање положаја против постојећих западних савезника појачала је и неизвесност да ли ће се Црвена армија зауставити на линији разграничења или ће наставити напредовање на запад. Ова забринутост је можда је допринела избору Шкоде као борбене мете.

## Споменик погинулим пилотима
Погинулиој посади Левиса Фишера током ваздушног напада на Плзењ 25. априла 1945. године подигнут је споменик 1992. године на тргу у Чемину, који је везан за доле описани догађај. 
У Кримицама је 1996. постављен споменик посвећен успомени на десет пилота из посада Клер Еванс и Варена Маугера, који су погинули током ваздушног напада на Плзењ 25. априла 1945. године. Испред споменицика на тргу се сваке године одржавају заједнички комеморативни скупови у част сећања на погинуле у светским ратовима.
Споменик пилотима посаде Алана Х. Фергусона откривен је у Спадној улици у Литицама 1946. године, а у садашњем је облику је од 1990. године. На плочи се погрешно наводи 12 пилота које су Немци убили, јер је бројка заснована на легенди која се међу људима проширила недуго након рата. Права истина је да су тројица преживелих пилота заробљена и спроведена преко Литица до оближњег борског аеродрома. Међутим, касније су припадници Вермахта убили Мајкла Бренана. Друга два пилота су преживела рат и ослобођена су из логора између Линца и Салцбурга у Аустрији. Данас осим споменика и малих остатака металних делова авиона, на први поглед ништа не подсећа на оно што се овде догодило 1945. године.

## Супротстављени ставови
Акција америчких бомбардерских снага на Плзењ, Праг и још нека места у фебруару 1945. била је трагична грешка, јер је циљ бомбардовања наводно помешан са Дрезденом. Међутим, да ли је то права истина и да ли су ваздушни напади на крају рата над Чешком заправо били прецизни и циљани. Било да се ради о фабрици Шкода у Плзењу, тада последњој функционалној фабрици оружја Вермахту, прашкој Колбенки, разним војним аеродромима, рафинеријама и важним транспортним чвориштима. Са становишта војне стратегије, то је било логично, јер таква дејства убрзавају немачку агонију.
Међутим са становишта нацистичке Немачке пропаганде, а касније и комунистичке пропаганде, био је то одвратан разбојнички чин, или настојање америчке буржоазије да ликвидира чехословачку индустрију. 
Врло специфично поглавља у рату су била и фаталне грешке совјетског ваздухопловства у последњим данима рата. Комунистичка историографија се није устручавала да их припише нацистима током многих деценија. Преко хиљаду непотребно убијених Чеха и Мораваца, као ни сами совјетски војници, нису се уклапали у слику ослободиоца, као што се у ту слику нису уклапале и у више наврата поновљених бомбардовања Американаца, који су проглашавани грешком.

### Ставови Чеха
Ставови Чеха могли би се поделити у три групе:
- Прву групу чине људи који су изгубили породицу или кућу, природно, они су постали главни критичари пилота
- Другу групу чини људи из демократског отпора, који су дохађају јасно видели главног кривца - немачког окупатора - јер да нису били овде, не бисмо били бомбардовани, тврде они.
- Трећу групу чини аморфна маса грађана која је добровољано радила у фабрикама оружја за бонове за сардине, рум и дуван. То су били људи који нису имали никакве везе са сопственом нацијом, отпором, ничим и били су врло лаган предмет и нацистичке и послератне комунистичке пропаганде.

После промене околности 1989. године, било је могуће расветлити догађај замагљен комунистичком пропагандом, чак и уз помоћ посета непосредних учесника бомбардовања.
Ево неких аргумената који оправдавају бомбардовање:
- Пре бомбардовања, Шкодине погоне биле су последња велика фабрика оружја, која је била под немачком контролом, и у функцији. Она је производила тешку опрему, наоружање и муницију и испоручивала их директно немачким трупама на фронту, што се помиње у Налогу бр. 8. америчког ваздухопловства.[13][47][1] Стравични тенкова Хецер такође су произведени у Шкоди,[29] што је могло бити разлог за забринутост америчке пешадије
- У време бомбардовања, датум завршетка рата и његов следећи ток није био сасвим познат.[1][47]
- На окупираној територији било је преко 900.000 добро наоружаних немачких војника,[48][49][50] групе армија Централна и Групе војске Остмарк, које су касније биле мета Прашке офанзиве. Централном групом армија командовао је Фердинанд Шернер, решен да се бори до последње снаге или бар да се избори за америчко заробљеништво.[23] Само у Плзењу постојао је гарнизон од око 7.000 војника, којег је немачка команда сматрала последњим местом отпора. [51]
- Није јасно да ли су и колико високи Амерички функционери бринули о такозваној Алпске тврђаве (Alpenfestung), производ нацистичке кампање и дезинформацији, у које су нацистичке вође требале да се уселе, а војска је требало да их брани.[13][47][52] Историчар Јири Рајлицх и Карел Фоуд верују да је америчка команда веровала вестима о алпској тврђави.[31][53][1] Према савезницима, Шкода је требало да снабдева немачке трупе које су се повлачиле у ту тврђаву.[12][25]
- О бомбардовању се такође могло одлучити ратном тактиком, у којој се приступ западних савезника и Совјета разликовао. Американци и Британци били су добро опремљени за дуготрајно стратешко бомбардовање током Другог светског рата. Супротно томе, совјетска војска је користила своје бомбардере за подршку копненој борби.[53] У погледу војне стратегије, масовни препади на војне циљеве били су покушај да се убрза немачка агонија.[31]